# Polisinrättning
Polisinrättning (fi: poliisilaitos) är i Finland benämningen på vad som i Sverige motsvaras av den lokala polismyndigheten. Det finns 24 polisinrättningar i Finland som sammanlagt har ca 280 kundtjänster. Chef för en polisinrättning är en polischef, vilken motsvarar en polismästare i Sverige. Polischefen i Helsingfors har dock titeln poliskommendör och motsvaras av en länspolismästare.